# Piwniczna-Zdrój
Piwniczna-Zdrój (do roku 1998 jen Piwniczna) je město v jižním Polsku u hranic se Slovenskem v Malopolském vojvodství  v okrese Nowy Sącz. Leží na břehu řeky Poprad v nadmořské výšce nad 357 metrů. Prochází jím železniční trať a silnice č. 87 z Nového Sádku, která dále pokračuje do Staré Ľubovni. Na slovenské straně hranice na město navazuje Mníšek nad Popradem. V roce 2024 zde žilo 5 385 obyvatel.

## Historie
Svobodné královské město Piwniczna založil v údolí Popradu král Kazimír III. Veliký roku 1348 jako opěrný bod určený k obraně hranice. K lokaci města podle magdeburského práva byl vybrán novosádecký měšťan Hanko. Díky poloze na frekventované obchodní cestě do Maďarska a četným privilegiím se město rychle rozvíjelo.
V osmnáctém století mělo vodovod s vodojemem, hostinec, školu, nemocnici a fungovala zde papírna. V letech 1874–1876 byla vybudována železnice Nowy Sącz – Muszyna, ale nádraží v Piwniczné bylo postaveno až roku 1908, kdy město získalo dotaci na jeho postavení. V roce 1876 město postihl požár, při kterém shořel dřevěný kostel a čtyřicet domů. V poslední čtvrtině devatenáctého století byly objeveny zdejší minerální prameny a město se stalo známým letoviskem.

## Obyvatelstvo
|           | 1869  | 1890  | 1900  | 1910  | 1921  | 1931  | 1943  | 1988  | 2002  | 2011  | 2024  |
| --------- | ----- | ----- | ----- | ----- | ----- | ----- | ----- | ----- | ----- | ----- | ----- |
| Obyvatelé | 2 843 | 3 401 | 3 636 | 3 810 | 3 632 | 4 315 | 7 720 | 5 388 | 5 769 | 5 999 | 5 385 |

## Lázeňství acestovní ruch
Místní kyselé minerální prameny s obsahem hydrogenuhličitanů vápníku, hořčíku a železa podporují léčení nemocí trávicího ústrojí. Okolní kopcovitá krajina poskytuje dobré podmínky pro zimní sporty. V okolních vesnicích se nachází řada lyžařských vleků a lanovek.

## Pamětihodnosti
- Náměstí s radnicí z 19. století
- Postmoderní dům čp. 23 z let 2004–2008
- Kašna z roku 1913 uprostřed náměstí
- Farní kostel Narození Panny Marie z lete 1881–1886

## Galerie

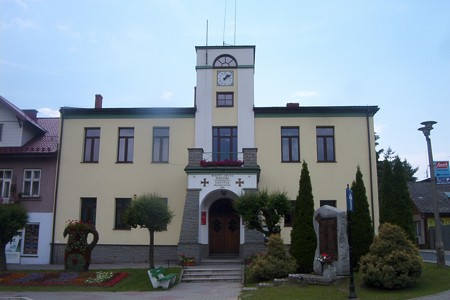
Radnice
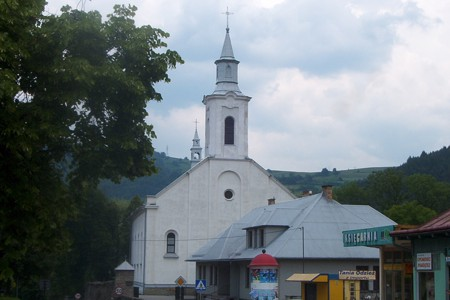
Kostel
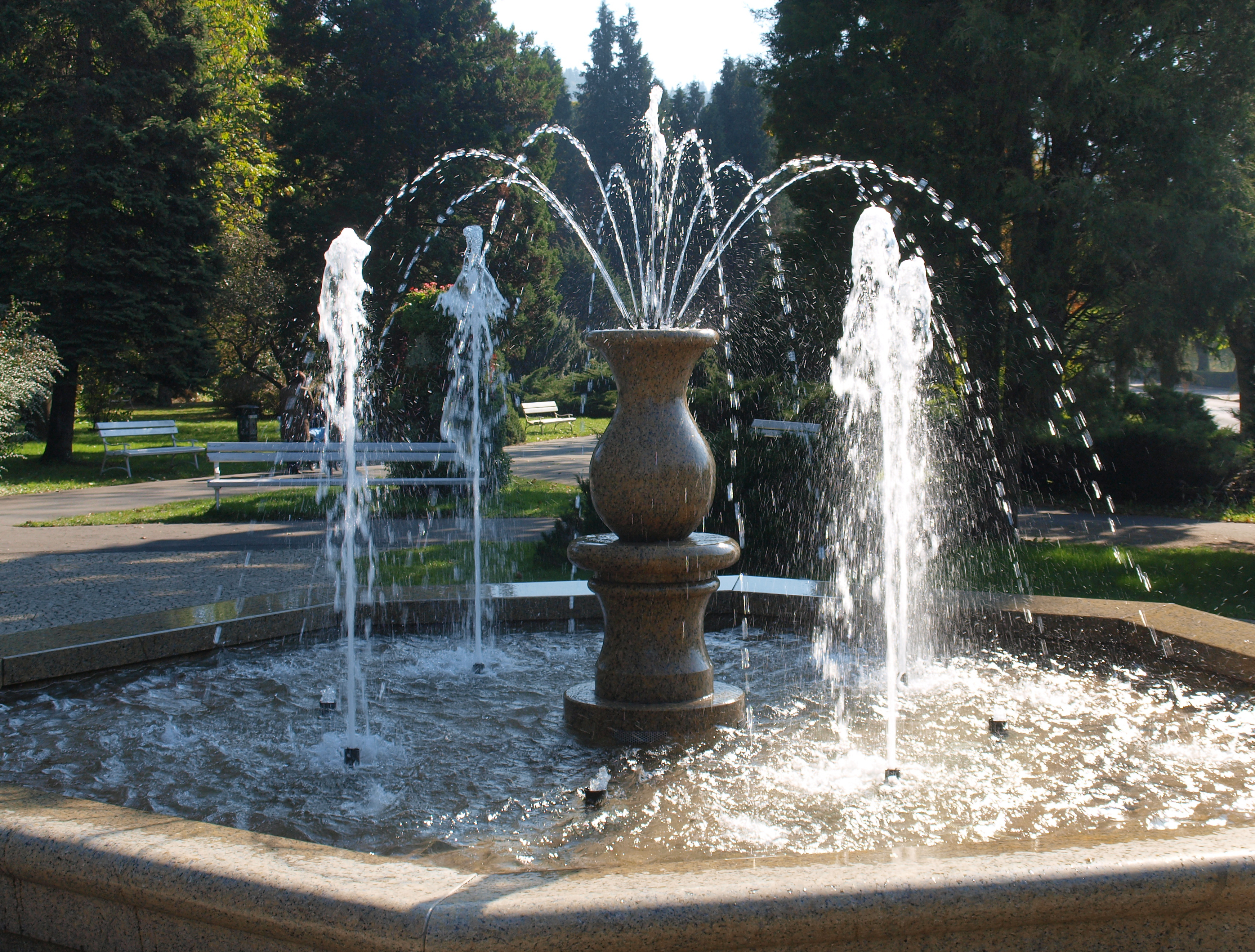
Lázeňský park
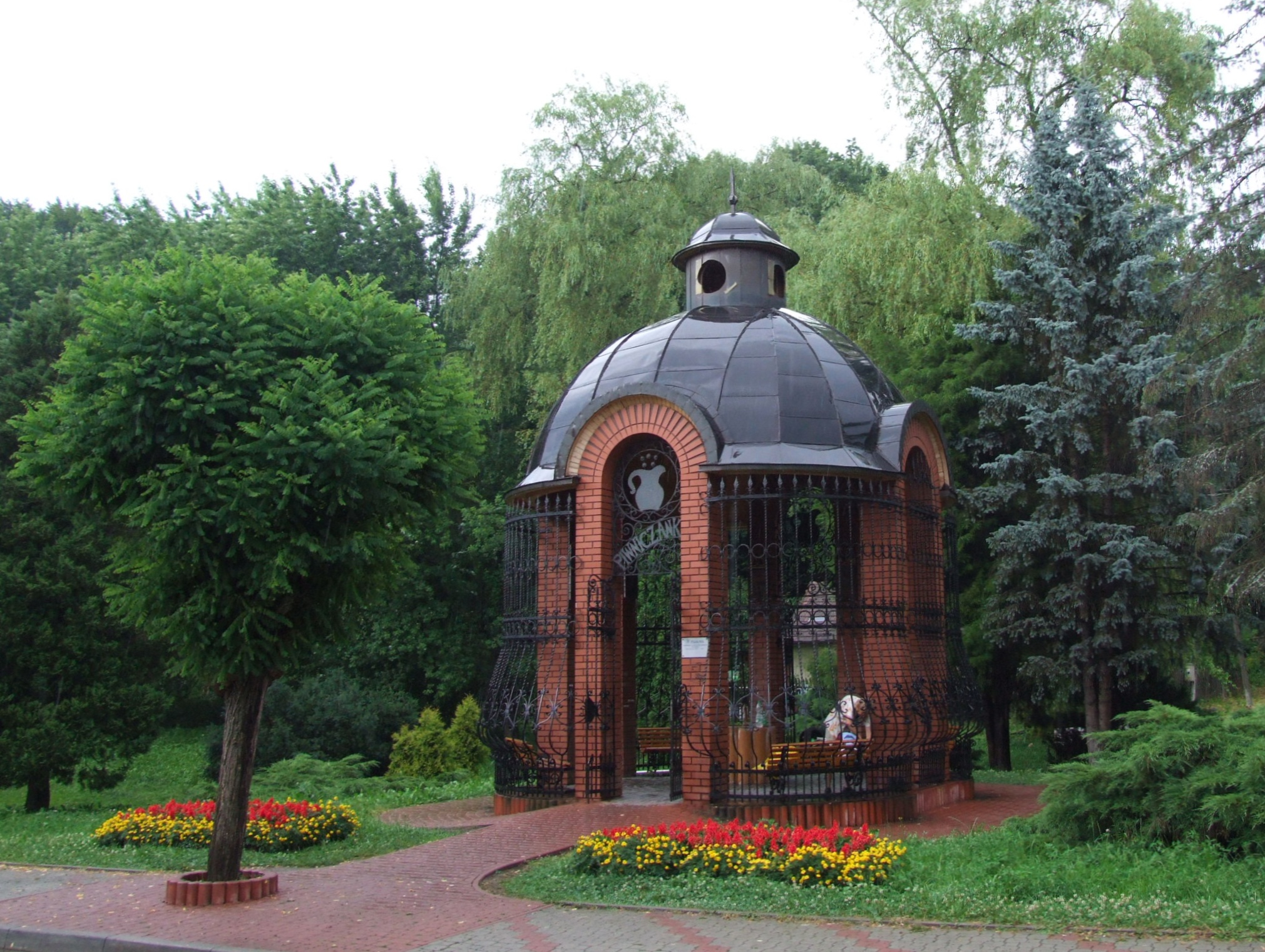
Minerální pramen
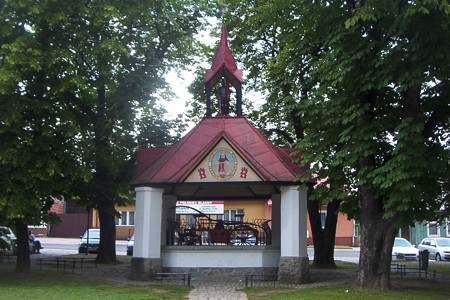
Kašna na náměstí